# Hyalina lucida
Hyalina lucida is een slakkensoort uit de familie van de Marginellidae. De wetenschappelijke naam van de soort is voor het eerst geldig gepubliceerd in 1877 door Marrat.